# Vers de mirliton
 (septembre 2024).
Si vous disposez d'ouvrages ou d'articles de référence ou si vous connaissez des sites web de qualité traitant du thème abordé ici, merci de compléter l'article en donnant les références utiles à sa vérifiabilité et en les liant à la section « Notes et références ».
Des vers de mirliton sont des vers faciles, peu recherchés, dans lesquels le lecteur décèle immédiatement nombre de mots qui ne sont là que pour la rime, ou pour obtenir le bon compte de syllabes. Qui plus est, le texte en question n’a souvent aucune ambition poétique.
L’origine de l'expression vient de ce qu’autrefois, on trouvait des poèmes de faible qualité imprimés sur des bandes de papier, enroulées autour du tube des instruments de musique bon marché en carton appelés mirlitons.
L'impromptu de Mascarille, dans Les Précieuses ridicules de Molière, constitue un bon exemple de vers de mirliton :
"Oh ! Oh ! Je n'y prenais pas garde.
Tandis que, sans songer à mal, je vous regarde,
Votre oeil en tapinois me dérobe mon coeur.
Au voleur ! Au voleur ! Au voleur ! Au voleur!"

## Article lié
- Mirliton